# Ткемаладзе, Григорий Абелович
Григорий Абелович Ткемаладзе — советский хозяйственный, государственный и политический деятель, Герой Социалистического Труда.

## Биография
Родился в 1936 году в Грузинской ССР. Член КПСС с 1961 года.
С 1959 года — на хозяйственной, общественной и политической работе. В 1959—2005 гг. — помощник машиниста, крепильщик, машинист погрузочной машины, проходчик рудоуправления имени Ленина, заместитель председателя профкома треста «Чиатурмарганец» Министерства чёрной металлургии СССР.
Указом Президиума Верховного Совета СССР от 29 декабря 1973 года присвоено звание Героя Социалистического Труда с вручением ордена Ленина и золотой медали «Серп и Молот».
Избирался депутатом Верховного Совета СССР 11-го созыва и народным депутатом СССР.
Живёт в Грузии.